# Ordan-Larroque
Ordan-Larroque är en kommun i departementet Gers i regionen Occitanien i sydvästra Frankrike. Kommunen ligger i kantonen Jegun som tillhör arrondissementet Auch. År 2022 hade Ordan-Larroque 868 invånare.

## Befolkningsutveckling
Antalet invånare i kommunen Ordan-Larroque
Referens:INSEE